# Utena (condado)
Nota linguística: Não confundir grafystė (condado) com apskritis (divisão administrativa)..
Utena ou Utenos Apskritis é um apskritis da Lituânia, sua capital é a cidade de Utena.